# Butch Buchholz
Earl Henry Buchholz, detto Butch (Saint Louis, 16 settembre 1940), è un dirigente sportivo ed ex tennista statunitense.
Dopo una grande carriera tra gli juniores, ha conseguito buoni risultati tra gli amatori e i professionisti, raggiungendo nel 1960 la 5ª posizione nella classifica mondiale.
Terminati gli impegni agonistici, è rimasto nel mondo del tennis riscuotendo grande successo nelle vesti di dirigente e imprenditore, per queste attività e per i suoi successi da giocatore è stato premiato con l'introduzione nell'International Tennis Hall of Fame. È noto per essere stato il fondatore dei Lipton International Players Championships – l'odierno Miami Open – uno dei più importanti tornei del circuito maggiore.

## Carriera da tennista

### Juniores
Vince tra gli juniores tre prove in singolare del Grande Slam, il Roland Garros e il torneo di Wimbledon nel 1958 e gli Australian Championships 1959.

### Tra gli amatori e i professionisti
Giocatore precoce, debutta giovanissimo nel circuito maggiore e prima di compiere 16 anni fa la sua prima apparizione in un torneo del Grande Slam nel 1956 agli U.S. National Championships (vecchio nome degli US Open), dove viene eliminato al primo turno. Torna a giocare nello Slam newyorkese l'anno successivo e vince il primo incontro. Nel 1958 fa la sua prima esperienza a Wimbledon, e dopo aver vinto il singolare juniores prende parte anche al torneo maggiore e raggiunge il secondo turno.
Nell'agosto del 1959 debutta nella squadra statunitense di Coppa Davis nella sfida persa 3-2 contro l'Australia, gioca solo in doppio e viene sconfitto in coppia con Alex Olmedo. Ai successivi U.S. National Championships raggiunge il quarto turno in singolare. Disputa la sua migliore stagione nel 1960, anno in cui raggiunge il suo miglior ranking portandosi al 5º posto della classifica mondiale. Arriva nei quarti di finale a Wimbledon e si ritira durante il quinto set nel match contro Neale Fraser, che si aggiudicherà il titolo. Agli U.S. National Championships consegue il suo miglior risultato in uno Slam giungendo in semifinale, dove cede al quinto set a Rod Laver. Durante la stagione vince tutti gli incontri delle sfide di Coppa Davis che portano gli Stati Uniti alla semifinale persa contro l'Italia, nella quale Buchholz vince il primo singolare e perde in doppio e nel secondo singolare. Sarà la sua ultima apparizione in carriera nel prestigioso torneo, nel quale ha disputato un totale di 9 incontri con un bilancio di 6 vittorie e 3 sconfitte.
Nel 1961 abbandona i tornei amatoriali e inizia a giocare nei campionati professionistici. Nel 1962 vince il suo più importante torneo tra i professionisti battendo Pancho Segura nella finale degli U.S. Pro Tennis Championships con il punteggio di 6-4, 6-3, 6-4. Con l'avvento dell'era Open nel 1968, Buchholz diventa uno degli Handsome Eight, gli 8 giocatori di livello mondiale che firmano il primo contratto professionistico per il nuovo circuito World Championship Tennis (WCT) del magnate Lamar Hunt. Torna così a competere nei tornei tradizionali e nel 1968 disputa 7 finali nei tornei WCT vincendo quelle di Miami, Houston, San Diego, Fresno e Buffalo. Nei tornei del Grande Slam si spinge fino ai quarti di finale sia in singolare che in doppio a Wimbledon.
Nel 1969 disputa 4 finali in singolare e vince solo quella di Atlanta battendo in finale John Newcombe al quinto set, in quello che sarà il suo ultimo titolo in carriera tra i professionisti. Tra le finali perse vi è quella al Canada Open, dove viene sconfitto anche nella finale di doppio in coppia con Raymond Moore. In quella stagione si spinge per la prima volta fino ai quarti di finale nello Slam australiano in singolare, e in quello statunitense gioca i quarti in singolare e in doppio. Nel 1970 il miglior risultato è la semifinale raggiunta in marzo al Rothmans International London e a maggio si ritira dal tennis giocato a soli 29 anni. Dopo tre anni di inattività, torna nel circuito nel 1973 giocando sporadicamente, nel 1975 disputa la sua ultima finale al Tennis South Invitational di Jackson, persa contro Ken Rosewall, e fa la sua ultima apparizione nel 1978 nel torneo WCT della sua Saint Louis.

## Altre attività
Dopo il primo ritiro nel 1970, rimane nel mondo del tennis diventando allenatore della squadra statunitense juniores di Coppa Davis e l'anno successivo inaugura a Saint Louis il suo nuovo impianto Town and Tennis, dotato di sei campi indoor. Nel 1972 sponsorizza il torneo St. Louis WCT del quale sarà anche direttore dal 1972 al 1974. Nel 1974 fonda l'azienda Tennis Management, della quale rimarrà presidente fino al 1978, e nel 1975 promuove la joint venture tra la Tennis Management e Sports Illustrated, che prende il nome Sports Illustrated Tennis, azienda che prende la gestione fino al 1978 di tornei internazionali anche fuori dagli Stati Uniti.
Tra il 1977 e il 1978 è il Commissioner del circuito World TeamTennis e per qualche anno è anche direttore esecutivo dell'ATP nonché membro del men's pro council. Nel 1985 mette in opera quello che sarà il suo più grande traguardo come imprenditore/dirigente fondando i Lipton International Players Championships di Delray Beach, evento che in seguito viene spostato nella vicina Miami e diventa uno dei maggiori appuntamenti della stagione tennistica maschile e femminile mondiale e prende il nome Miami Open. Altre importanti iniziative sono quella di co-fondatore della Altenis, compagnia che gestisce tornei di tennis in America Latina, e il suo contributo per il mantenimento dell'Orange Bowl, uno dei più prestigiosi tornei del calendario mondiale juniores. Per la sua carriera da giocatore e per il suo impegno nel periodo successivo, nel 2005 diventa membro dell'International Tennis Hall of Fame e nel 2010 della St. Louis Sports Hall of Fame.

## Statistiche

### Singolare

#### Vittorie (6)
| N. | Anno              | Torneo                   | Superficie    | Avversario in finale | Punteggio               |
| 1. | 11 febbraio 1968  | Miami WCT, Miami         | Sintetico (i) | Tony Roche           | 31-22, 31-26            |
| 2. | 15 febbraio 1968  | Houston WCT Houston      | Sintetico (i) | Dennis Ralston       | 31-28                   |
| 3. | 24 marzo 1968     | San Diego WCT, San Diego | Sintetico (i) | Dennis Ralston       | 31-21, 31-15            |
| 4. | 8 aprile 1968     | Fresno WCT, Fresno       | Sintetico (i) | Tony Roche           | 31-23, 31-29            |
| 5. | 12 maggio 1968    | Buffalo WCT, Buffalo     | Sintetico (i) | Dennis Ralston       | 31-26, 31-22            |
| 6. | 14 settembre 1969 | Atlanta WCT, Atlanta     | Cemento       | John Newcombe        | 6-4, 5-7, 6-4, 5-7, 6-2 |

#### Finali perse (6)
| N. | Anno              | Torneo                             | Superficie    | Avversario in finale | Punteggio          |
| 1. | 8 febbraio 1968   | Shreveport WCT, Shreveport         | Cemento (i)   | Dennis Ralston       | 23-31, 25-31       |
| 2. | 5 ottobre 1968    | Johannesburg WCT, Johannesburg     | Cemento       | Tony Roche           | 2-6, 7-9           |
| 3. | 17 agosto 1969    | Canada Open, Toronto               | Terra rossa   | Cliff Richey         | 4-6, 7-5, 4-6, 0-6 |
| 4. | 11 settembre 1969 | Chicago Pro Championships, Chicago | Sintetico (i) | Ken Rosewall         | 3-6, 4-6           |
| 5. | 9 novembre 1969   | Paris Open, Parigi                 | Sintetico (i) | Tom Okker            | 6-8, 2-6, 1-6      |
| 6. | 30 marzo 1975     | Tennis South Invitational, Jackson | Sintetico (i) | Ken Rosewall         | 5-7, 6-4, 6-7      |

### Doppio

#### Finali perse (1)
| N. | Anno           | Torneo               | Superficie  | Compagno      | Avversari in finale        | Punteggio |
| 1. | 17 agosto 1969 | Canada Open, Toronto | Terra rossa | Raymond Moore | Ron Holmberg John Newcombe | 3-6, 4-6  |

### Tra i professionisti nell'era pre-Open

#### Singolare

##### Vittorie (1)
| N. | Anno | Torneo                                   | Superficie  | Avversario in finale | Punteggio     |
| 1. | 1962 | U.S. Pro Tennis Championships, Cleveland | Parquet (i) | Pancho Segura        | 6-4, 6-3, 6-4 |